# 小岩警察署
小岩警察署（こいわけいさつしょ）は、警視庁が管轄する警察署の一つである。第七方面本部所属。
江戸川区の東北部を管轄している。
署員数およそ290名、識別章所属表示はTI。車両の対空表示は「岩」。

## 所在地
- 東京都江戸川区東小岩六丁目9番17号
  - 最寄駅：JR東日本総武本線小岩駅

## 施設
- 射撃場

## 管轄区域
江戸川区のうち、以下の町丁を管轄。特記のないものはその町丁の全域を管轄。
- 鹿本地域の一部
  - 上一色一・二・三丁目
  - 本一色一・二・三丁目
  - 興宮町
  - 東松本一・二丁目
  - 松本一・二丁目
  - 鹿骨町
  - 鹿骨一・二・三・四・五・六丁目
- 松江地域の一部
  - 大杉五丁目の一部（30・31番）（それ以外の大杉は小松川警察署の管轄）
  - 中央三丁目の一部（14から16番の各一部、17から19番、20番の一部）、四丁目の一部（19番の一部）（それ以外の中央は小松川警察署の管轄）
- 篠崎地域の一部
  - 篠崎町一丁目、八丁目の一部（3から7・12から15番）（それ以外の篠崎町は小松川警察署の管轄）
  - 上篠崎一・二・三・四丁目
  - 北篠崎一・二丁目
  - 西篠崎一・二丁目
- 小岩地域
  - 南小岩一・二・三・四・五・六・七・八丁目
  - 東小岩一・二・三・四・五・六丁目
  - 西小岩一・二・三・四・五丁目
  - 北小岩一・二・三・四・五・六・七・八丁目

## 沿革
- 終戦直後の1946年（昭和21年）3月 GHQの指令により小岩警察署開設。
- 2007年（平成19年）9月10日：新庁舎完成で現在の場所となる。

## 組織
- 警務課
- 交通課
- 警備課
- 地域課
- 刑事組織犯罪対策課
- 生活安全課

## 交番
- 二枚橋交番（江戸川区東松本二丁目17番13号）
- 江戸川交番（江戸川区北小岩三丁目26番24号）
- 京成小岩駅前交番（江戸川区北小岩二丁目）
- 小岩駅前交番（江戸川区南小岩七丁目7番1号）- 令和5年2月28日に封鎖、新交番を開設予定。
- 西小岩交番（江戸川区西小岩一丁目3番10号）
- 南小岩交番（江戸川区南小岩二丁目15番19号）
- 一里塚交番（江戸川区東小岩五丁目33番25号）
- 北小岩二丁目交番（江戸川区北小岩二丁目1番17号）
- 菅原橋交番（江戸川区本一色二丁目1番9号）
- 鹿骨交番（江戸川区鹿骨一丁目59番3号）

## 駐在所
- 上一色駐在所（江戸川区上一色二丁目1番7号）
- 上篠崎駐在所（江戸川区上篠崎一丁目22番28号）
- 北小岩駐在所（江戸川区北小岩六丁目36番15号）

## 出来事
- 2024年10月23日、交通課の巡査長が性的な姿態を撮影する行為等の処罰及び押収物に記録された性的な姿態の影像に係る電磁的記録の消去等に関する法律違反の現行犯で逮捕された。同日夜、JR荻窪駅のエスカレーターで女性のスカート内を盗撮しようとしているのを、警戒中の警察官に発見された[1]。